# Észak-Dakota zászlaja
A zászló pontosan megegyezik azzal a lobogóval, amelyet az első észak-dakotai gyalogsági ezred használt a Spanyolország ellen vívott háborúban és a Philippine Insurrection (Fülöp-szigeteki felkelés) idején; egyedül az állam neve került rá később a sas alatt megjelenő feliratszalagra.